# Iglesia de San Pedro Apóstol de Masanasa
La iglesia de San Pedro Apóstol está ubicada en el municipio de Masanasa, dentro de la comarca de l’Horta Sud, Valencia. El grado de protección que tiene el edificio es de bien de relevancia local y el número de inventario es el 46.165-9999-000002.

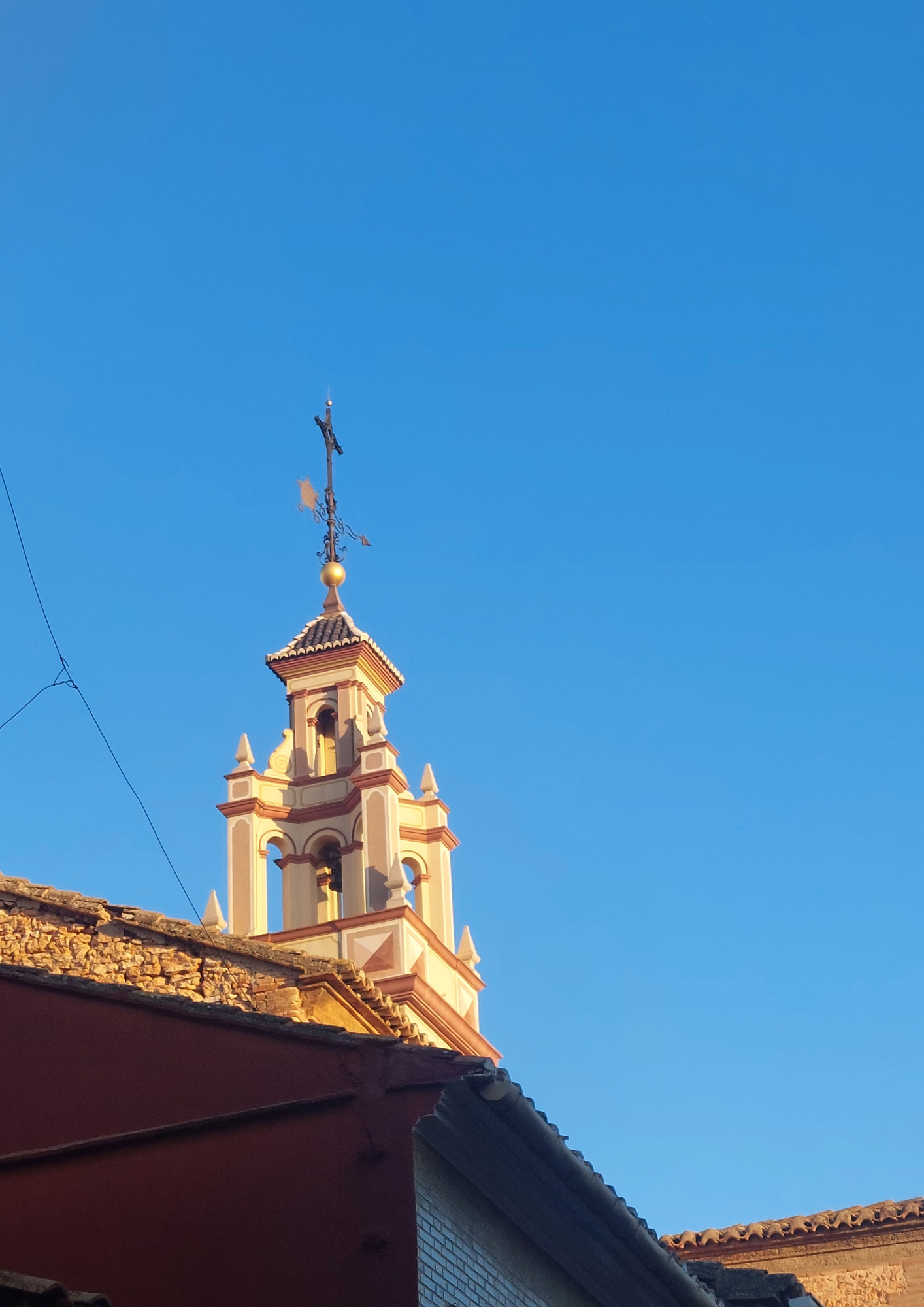
Campanario de la Iglesia parroquial de San Pedro Apóstol.

## Orígenes e historia del bien cultural
La iglesia parroquial de San Pedro fue construida entre el año 1735 y el 1742, quedando finalizada hacia el 1745, tal y como se indica en un retablo de cerámica situado al lado de la puerta principal. En el año 1752 se realizó la primera consagración y la primera misa de la iglesia, inaugurando oficialmente el templo de esta manera. Años más tarde, la iglesia sufrió varios daños, siendo uno de los más importantes la demolición del campanario en el año 1936, durante la Guerra Civil Española. Finalmente, entre el año 2004 y el 2005, tuvo lugar su reconstrucción de la mano de “Colla de Campaners de Massanassa” y a su vez, financiada por la Diputación de Valencia. En el siglo XXI, San Pedro se ha quedado solamente con la titularidad, pues todas las conmemoraciones actuales tienen el nombre de fiestas de San Juan en honor al Santísimo Cristo de la Vida.

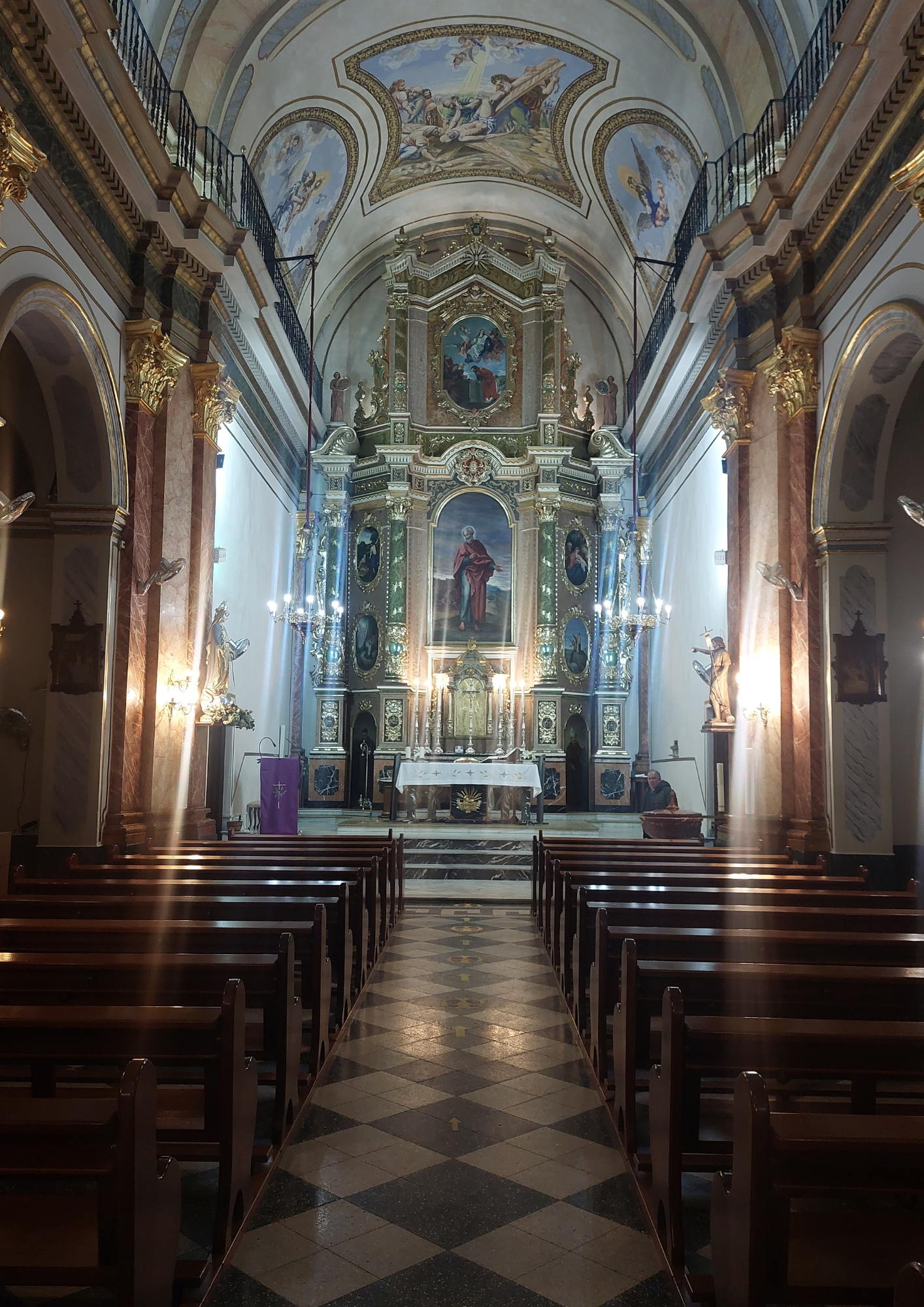
Interior de la Iglesia parroquial de San Pedro Apóstol.

## Descripción del bien cultural

### Construcción
Este conjunto arquitectónico religioso pertenece al siglo XVIII y se conoce su autoría gracias a la entrega de la carta de pago a los responsables: Gregorio Bercher y Elías Ribes. Se trata de una construcción de planta rectangular de 32 x 19 metros, con una amplia nave central cubierta por una bóveda de cañón de medio punto e iluminada por ventanales. La nave central está presidida por un presbiterio elevado donde se encuentra el altar mayor, mientras que a los lados tenemos la sacristía y por otro la capilla de la comunión para la reserva y la oración.
La mayoría de los altares son obra de José Vila Raga, al igual que el altar principal actual realizado en el año 1947, aunque las pinturas son obra de su amigo Remigio Soler, al igual que en el caso de la capilla de la comunión. En la nave central se encuentran una serie de frescos de temática religiosa al estilo de Miguel Ángel. Las escenas de la bóveda central son cuatro y están separadas entre ellas mediante los arcos fajones, los cuales también presentan decoración realizada en mármol. En el altar mayor podemos observar otros tres frescos donde el central está dedicado a San Pedro, santo titular de la iglesia. Los autores de estos frescos son Rosa Vázquez Bernabeu y una persona de apellido Pastor cuyo nombre completo se ignora.

## Exterior de la iglesia

### Torre del campanario
En la parte externa del edificio se encuentra la gran torre del campanario construida con posterioridad a la iglesia, sobre el año 1745. El material utilizado predominante es la fábrica de ladrillo, característico de la época. Es de autor desconocido, pero por el estilo que presenta se puede afirmar que es de la llamada escuela de Minguez, arquitectos valencianos reconocidos en la época. José Minguez no participó solamente en este campanario, sino que probablemente fue el autor del campanario de la iglesia de San Valero e intervino en otros edificios como por ejemplo en el Colegio de San Pío V y en la Torre de San Bartolomé.
La torre se divide en tres partes:

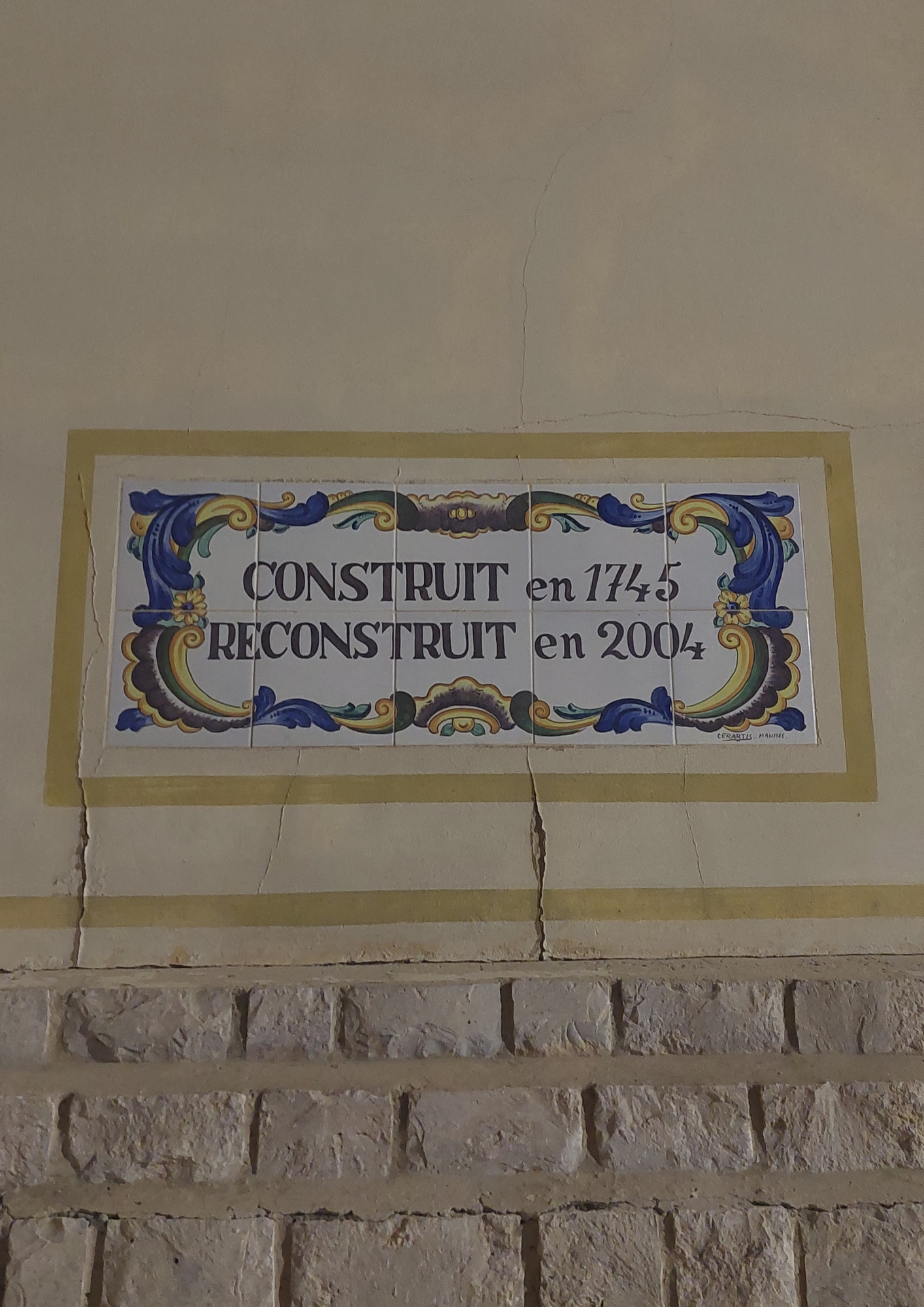
Panel cerámico en el exterior de la Iglesia de San Pedro Apóstol.

El primer cuerpo o basamento. Es la sustentación de la torre, de planta cuadrada. En su interior se encuentran las escaleras que conducen al coro y a la parte superior de la torre.
La segunda parte es el cuerpo del campanario, donde se ubican las campanas. En cada una de las fachadas presenta cuatro aperturas exactamente iguales a modo de ventanas en las que se encuentran las cuatro campanas.
La tercera parte es la del remate de la torre, que es completamente ornamental. El juego del barroco valenciano se evidencia mediante los dos cuerpos piramidales formados por pilastras, arcos y pináculos. La torre está rematada por un techo piramidal sobre el que se asienta la cruz y la veleta.

### Campanas
Las cuatro campanas mencionadas anteriormente forman el conjunto musical en el campanario. La campana más pequeña es la de San José, la mediana menor es la de María Inmaculada, mientras que a la mediana mayor se le conoce como Cristo de la Vida. La campana más grande es la de San Pedro, santo titular de la iglesia. Además de estas, fue añadida otra campana bajo el nombre de María. Está hecha de bronce y fue realizada en Masanasa.
El día 2 de mayo de 1995 tuvo lugar la restauración en el campanario de la iglesia de San Pedro. De esta manera se recuperó el campanario que había sido destruido durante la Guerra Civil, tal y como aparece en una noticia de prensa de Las Provincias del año 2005. Esa restauración consistió en el cambio del yugo que sustenta las campanas de la torre, sustituyendo el anterior de hierro por otro de madera de olmo negro, traído desde Valladolid. Entre las razones por las que se realizó esta restauración se encuentran las de recuperar el sonido original, pues gracias a la madera el sonido no se transmite  y de esta manera solo suena la campana; disminuir la transmisión de la vibración a la torre, ya que la madera absorbe estas vibraciones y no pasa a la estructura; y recuperar el toque propio de las celebraciones, ya que el mecanismo es más sencillo y permite una manipulación más fácil de las campanas. 
Además de las campanas, la iglesia de San Pedro también cuenta con un reloj mecánico, en desuso debido a un problema arquitectónico que hace que el suelo de la sala de las campanas se eleve, por lo que en el primer cuarto del siglo XXI se buscaba una solución para poner en funcionamiento dicho reloj, a la espera de lo cual se usó un ordenador.

## La devoción al Santísimo Cristo de la iglesia de San Pedro Apóstol en Massanassa
Las epidemias de cólera visitaron hasta tres veces a la población de Masanasa, siendo la tercera la más trágica de todas. En 1834 se documentó la primera procesión donde fue llevado el Santísimo Cristo de la iglesia de San Pedro. En el año 1865 el cólera fue introducido en Valencia por un viajero francés enfermo, expandiéndose posteriormente a los pueblos de l’Horta Sud. Entre Valencia y sus pueblos desaparecieron 3981 personas, en Masanasa fallecieron 52 personas, 19 de los cuales eran menores de edad. Pero la peor epidemia de cólera estaba por venir, ocurrió en 1885, llevándose con ella 112 masanaseros. Es debido a estos sucesos tan terribles que los habitantes de Masanasa apelaron a la función protectora del Santísimo Cristo de la Vida, pues era muy raro que el Cristo saliese de la capilla del templo de San Pedro. Según la tradición, la respuesta celestial fue positiva y la frenada de las enfermedades incrementó la devoción al poder salvador de la imagen sagrada, siendo de esta manera protagonista en las fiestas mayores del pueblo.